# Júri Nacional de Eleições
O Júri Nacional de Eleições (em castelhano: Jurado Nacional de Elecciones, JNE) é um órgão constitucional autônomo, sediado em Lima, que atua como Tribunal Eleitoral do Peru. Foi estabelecido com o objetivo de zelar pela legalidade do sufrágio, dos processos eleitorais e das consultas populares, garantindo o respeito à vontade da população. Tem a responsabilidade de proclamar os resultados e expedir o reconhecimento das autoridades devidamente eleitas. Além disso, aprova resoluções para regulamentar as disposições eleitorais.
Além disso, o Júri analisa recursos contra resoluções aprovadas em primeira instância pelos Júris Eleitorais Especiais e tem a palavra final sobre controvérsias relacionadas a assuntos eleitorais. Também é responsável por resolver casos de declaração de vacância decididos pelos Conselhos Regionais e Municipais.
Seus cinco membros são eleitos por diferentes entidades do Estado. Seu presidente é eleito pela Suprema Corte de Justiça e os quatro magistrados restantes são nomeados pelo Ministério Público após serem eleitos pelos advogados de Lima e pelos decanos das faculdades de Direito, um das universidades públicas e outro das universidades particulares.
O Júri administra o Registro de Organizações Políticas, onde são registrados os partidos políticos ativos no Peru.

## História
No início da era republicana, não havia uma instituição adequada para supervisionar as eleições. Os regulamentos apontavam para a existência de juntas ou colégios eleitorais, e até mesmo um ramo eleitoral de poder foi criado uma vez. Entretanto, na prática, as eleições eram conduzidas pelo Poder Executivo ou pelo Legislativo.
No entanto, várias leis eleitorais foram aprovadas, como o Regulamento das Eleições para o Congresso (1822), a Lei das Eleições Municipais (1824), o Regulamento das Eleições de 1839 e 1849, a Lei das Eleições de 1857 e 1861 e a Lei Orgânica das Eleições (1892).
O século XX não trouxe grandes mudanças para as entidades eleitorais nem para o sistema eleitoral. O país passou por vários processos eleitorais como antes, sem um corpo eleitoral imparcial e independente, e com o eleitorado limitado a homens pagadores de impostos.
Mais tarde, foram aprovadas novas legislações, como a Lei Eleitoral (1896), que criou pela primeira vez a Junta Eleitoral Nacional, composta por 9 membros, e as Juntas Eleitorais Departamentais, bem como o Registro Eleitoral.
Outras leis desses anos foram a Lei nº 861 das Eleições Políticas (1908), a Lei nº 1072 das Eleições Municipais (1909), a Lei nº 1533 das Eleições Políticas (1912) e a Lei Eleitoral (1912). Este último determinou a participação do Supremo Tribunal Federal na realização de eleições, como as de 1913 e 1915.
Em 1930, o comandante Luis Miguel Sánchez Cerro estabeleceu uma junta militar em Lima. Mas ele foi forçado a renunciar ao cargo, permitindo a instalação de uma Junta de Governo Nacional presidida por David Samanez Ocampo, que convocou eleições gerais pelo Decreto-Lei 7160, criando o Júri Nacional Eleitoral como autoridade eleitoral máxima.
A primeira sessão plenária do Júri, realizada em 22 de setembro de 1931, foi presidida por Ernesto Araujo Alvarez e contou com a participação dos membros Max González Olaechea, Leandro Pareja, Ricardo Rivadeneyra, Ernesto Flores, Humberto Garrido Lecca e Nicanor Hurtado. O primeiro Secretário-Geral foi Eloy B. Espinoza.
A Constituição de 1993 fragmentou o Júri em três entidades autônomas, separando dele o Registro Nacional de Identificação e Estado Civil (Registro Nacional de Identificación y Estado Civil, RENIEC) e o Escritório acional de Processos Eleitorais (Oficina Nacional de Procesos Electorales, ONPE). A RENIEC ficou responsável por registrar eleitores qualificados, enquanto a ONPE foi designada para organizar as eleições, deixando ao Júri a responsabilidade de tomar quaisquer decisões relativas aos processos eleitorais, incluindo a proclamação dos resultados oficiais.
Até 2005, o Júri supervisionou 31 processos eleitorais em todo o país, além de eleições complementares, plebiscitos e cassações. Desses, 17 foram eleições políticas, que resultaram na eleição de 12 presidentes constitucionais e de diversos órgãos legislativos nacionais. Dez foram eleições municipais, duas foram para assembleias constituintes, uma foi um referendo e outra, para a escolha de governos regionais.

## Funções
Atualmente o Júri tem as seguintes funções:
- Resolver em última instância os recursos e revisões de resoluções dos Júris Eleitorais Especiais.
- Declarar a nulidade de um processo eleitoral, referendo ou outra consulta popular.
- Declarar a vacância de autoridades municipais ou regionais.

## Links externos
- Site oficial do Júri Nacional Eleitoral

1. ↑  Dice, Jose Peñamovil671885519. «UN RECORRIDO ACCIDENTADO: LA LEY ELECTORAL DE 1896». Revista Argumentos. Consultado em 19 de abril de 2025
2. ↑  «Registros Electorales del Perú (1908-1933)». Fuentes Históricas del Perú (em espanhol). 13 de março de 2021. Consultado em 19 de abril de 2025
3. ↑  «Órganos Constitucionales | PDF | Ley Pública | Información del gobierno». Scribd. Consultado em 19 de abril de 2025
4. ↑  «Historia del JNE». www.gob.pe (em espanhol). 19 de abril de 2025. Consultado em 19 de abril de 2025